# NGC 5491A
NGC 5491A је спирална галаксија у сазвежђу Девица која се налази на NGC листи објеката дубоког неба.
Деклинација објекта је + 6° 21' 54" а ректасцензија 14h 10m 57,4s. Привидна величина (магнитуда) објекта NGC 5491 износи 13,1 а фотографска магнитуда 13,9. NGC 5491A је још познат и под ознакама UGC 9072, MCG 1-36-22, CGCG 46-63, IRAS 14084+0636, PGC 50630.